# Лотоцький Лев Антонович
Лев Анто́нович Лото́цький (1 січня 1850, Тростянець, Королівство Галичини та Володимирії — 21 жовтня 1926, там само) — український письменник (поет, прозаїк та драматург), народний учитель. Батько Антона, Володимира-Богдана та Михайла Лотоцьких.

## Життєпис
Лев Антонович Лотоцький народився 1 січня 1850 року в селі Тростянець нині Тернопільського району на Тернопіллі в багатодітній родині священика о. Антона Лотоцького. В сім'ї було восьмеро дітей: дві доньки — Ромелія та Марія й шестеро синів — Володимир та Анастасій (обоє стали священиками), Лев (став народним учителем), Тит (помер у молодому віці), Мелетій та Петро.
У 1861–1869 роках навчався в Бережанській гімназії, де читав в оригіналі Й. В. Гете, Ф. Шіллера, Г. Гейне, А. Міцкевича, Я. Кохановського, Ю. Словацького, у німецьких перекладах О. Дюма, читав твори Івана Котляревського і Тараса Шевченка. З дитинства любив українську пісню та рідне слово.
Після закінчення гімназії Л. Лотоцький служив в австрійській армії, у Відні, де писав літературні твори українською та німецькою мовами. Перші твори опублікував у німецькій періодиці у 1870–1880 роках під псевдонімом Буш Лео.
Після армійської служби 1873 року Лев Лотоцький отримав посаду сільського вчителя у с. Вільховець (у 1881 році народжується старший син Антін). З 1882 року почав учителювати в с. Ценів (у 1883 році народжується син Володимир, у 1885 році — Михайло). У 1888 році Лев перейшов на вчительську роботу в Тростянець, де в цей час після смерті батька служив священиком його рідний брат Анастасій Лотоцький. Та через деякий час повертається до с. Ценів. У 1893 (1892) році перейшов учителювати знову в Тростянець, де працював до 1904 року. Далі Л. Лотоцький переїжджає до Львова, але, отримуючи невелику пенсію, не зміг надовго затриматися у місті. Довелося повернутися до учителювання у Шумляни Малі на Бережанщині.
У кінці 1890-их років за порадами друзів письменник надіслав кілька рукописів для публікації. Вони невдовзі були надруковані.
У 1917 році письменник переїхав до Львова, де продовжував займатися літературною працею.
На схилі літ він повернувся у рідне село Тростянець, де 21 жовтня 1926 року відійшов у вічність. Похований на місцевому цвинтарі. На смерть Л. Лотоцького відгукнулися великими некрологами газета «Діло» та «Календар ″Просвіти″».

## Творчість
Лев Лотоцький часто друкувався у часописах «Діло», «Неділя», «Літературно-науковий вістник», «Світ», «Молодіж», «Свобода» та інших.
У львівській газеті «Свобода» вперше був надрукований вірш «Цвітка на могилу Маркіяна Шашкевича». Інші його поезії — «В мене в хаті дуже бідно», «Шевченко» (1910), поеми «Олекса Довбуш», «Смерть Довбуша» (1921).
Писав оповідання із селянського життя — «Сила молитви», «Сила помсти» (1901), «Прокіп Чінчик» (1904), «На роботу» (1908), «Червоні яблучка» (1911) та інші. Ці твори вийшли окремими виданнями під назвами «Горицвіт» (1911) і «Сила молитви» (третє видання у 1932 році).
Він є автором комедій «Заверуха», «Два будинки — й одна хвіртка» (1904), «Людські язики» (1923), «Закукурічені тітки» (1926).
Дві його одноактні п'єси були нагороджені на конкурсі Товариства ім. І. Котляревського. З-під пера Л. Лотоцького вийшли також статті «Причинок до історії перекладів українських народних пісень» (1912), «Ювілейні згадки про театр» (1914) та інші. Та все ж домінуючим жанром його творчості була новела.
Твори Льва Лотоцького можна знайти в літературних антологіях, які вийшли на початку ХХ сторіччя.

## Вшанування пам'яті
На парафіяльному будинку в селі Тростянець, де колись мешкала родина Лотоцьких, встановлена меморіальна дошка з написом:
Родинна могила Лотоцьких та парафіяльний будинок стали місцями вшанування цих особистостей. Вони привертають увагу мешканців та гостей села, духовенства, письменників та науковців.

## Інтернет-посилання
- Будар О. «Лев Лотоцький — письменник і народний вчитель» // «Свобода», ч. 2, 8 січня 2010, с. 17 [Архівовано 13 листопада 2013 у Wayback Machine.]
- Палій В. М. «Лев Лотоцький (1850—1926). Бібліографічна довідка»[недоступне посилання з липня 2019]
- Листи Лева Лотоцького до Івана Франка (Інститут літератури імені Тараса Шевченка НАН України, ф. 3):
  - Тростянець, лист від 16 жовтня 1895 року, од. зб. 1621, стор. 107-110 стор. 1[недоступне посилання з липня 2019], стор. 3[недоступне посилання з липня 2019], стор. 4[недоступне посилання з липня 2019]
  - Тростянець, од. зб. 1632, стор. 251-253 стор. 1[недоступне посилання з липня 2019], стор. 3[недоступне посилання з липня 2019]
  - Тростянець, од. зб. 1632, стор. 255-257 стор. 1[недоступне посилання з липня 2019], стор. 3[недоступне посилання з липня 2019]
  - Тростянець, од. зб. 1632, стор. 259 стор. 1[недоступне посилання з липня 2019]
  - Львів, лист від 10 вересня 1904 року, од. зб. 1632, стор. 245-247 стор. 1[недоступне посилання з липня 2019], стор. 3[недоступне посилання з липня 2019]
  - Львів, лист від 24 травня 1905 року, од. зб. 1632, стор. 249 стор. 1[недоступне посилання з липня 2019]

| S: | Твори цього автора перебувають у суспільному надбанні. Ви можете допомогти проєкту, додавши їх у Вікіджерела. |